# Politankî, Șarhorod
Politankî (în ucraineană Політанки) este o comună în raionul Șarhorod, regiunea Vinnița, Ucraina, formată numai din satul de reședință.

## Demografie
Componența lingvistică a satului Politankî
     Ucraineană (99,13%)
     Alte limbi (0,87%)
Conform recensământului din 2001, majoritatea populației satului Politankî era vorbitoare de ucraineană (99,13%), existând în minoritate și vorbitori de alte limbi.